# Бока Појнт (Флорида)
Бока Појнт (енгл. Boca Pointe) град је у америчкој савезној држави Флорида.

## Демографија
По попису из 2000. године број становника је 3.302.
| Група             | 2000.         | 2010.    |
| Белци             | 3.156 (95,6%) | 0 (0,0%) |
| Афроамериканци    | 13 (0,4%)     | 0 (0,0%) |
| Азијати           | 20 (0,6%)     | 0 (0,0%) |
| Хиспаноамериканци | 111 (3,4%)    | 0 (0,0%) |
| Укупно            | 3.302         | 0        |